# Constructor

Captura de tela do jogo.

Constructor é um jogo eletrônico de estratégia em tempo real lançado em 1997, originalmente para PCs com DOS, e depois foi lançado para as plataformas PlayStation e Windows. Foi desenvolvido pela System 3 e publicado pela Acclaim. 
No jogo, todo envolvido com personagens humorísticos e satíricos, o jogador controla uma indústria de construção em um mapa dividido em várias partes, e é preciso "conviver" com outros jogadores para ganhar o jogo. É possível jogar com outras pessoas ou com a inteligência artificial do jogo.
Ele foi relançado com uma versão remasterizada chamada "Constructor HD" para PlayStation 4, Xbox One e Nintendo Switch no primeiro semestre de 2017.

## Jogabilidade
O jogador controla uma indústria de construção em um mapa dividido em várias partes. O objetivo principal do jogo envolve levar os outros jogadores a falência. Para isso, o jogador precisa utilizar trabalhadores e capatazes para construir casas e fábricas de materiais de construção. Inquilinos podem se mudar para as casas, financiando a empresa do jogador e gerando novos trabalhadores e outros personagens.
Também é possível crescer sua cidade por meios hostis. É possível criar personagens "indesejáveis" como o hippie e o gângster com o fim de mandá-los em território inimigo. Os indesejáveis podem estressar inquilinos, destruir construções inimigas, fazer uma festa destrutiva, entre outras coisas.

## Desenvolvimento
Constructor foi revelado pela primeira vez na edição 28 da revista The One. O papel do jogador foi descrito como "Você é um arquiteto em um planeta sujeito a condições climáticas extremas. Como Júpiter, ele tem uma enorme mancha vermelha que gira a cada cem anos, achatando tudo em seu caminho. Embora não sejam boas notícias para a maioria dos habitantes do planeta, são muito boas notícias para você e seus colegas arquitetos (...) A partir do console sofisticado do seu escritório, você controla o planejamento e a construção de novas propriedades e, em seguida, atrai o tipo certo de inquilinos para elas. Mas nem tudo é perfeito e o dinheiro é escasso. Seus colegas arquitetos inescrupulosos querem acabar com seus grandes planos de construção e, se eles não conseguirem, o clima o fará". A revista também anunciou que o jogo seria anunciado no primeiro trimeste do próximo ano, 1992. Porém, seu desenvolvimento foi adiado.

## Sequências
Em 1999, foi lançada uma sequência de Constructor chamada Constructor: Street Wars (conhecido como Mob Rule em outras regiões), mas ela não atingiu o sucesso do primeiro, além de ser recebida de uma forma pior comparada ao original.
Uma sequência de Constructor foi lançada em 2019, denominada Constructor Plus. Ela oferece a mesma experiência do original, mas também apresenta novos planetas, novas construções como arranha-céus, e um tutorial. A sequência foi lançada na Steam, Xbox One, Nintendo Switch e macOS.

## Personagens

### Trabalhador
É a base da equipe. Ele pode ser convertido para qualquer outro personagem no QG, mas geralmente com uma grande taxa de troca. Eles são os únicos capazes de construir/evoluir construções, gerar materiais (madeira, cimento, tijolos, aço) e atacar inimigos. Porém, eles precisam descansar, no QG ou no Hospital (de preferência), depois de um longo tempo de trabalho ou uma luta. Eles não trabalham sem a supervisão de um capataz.

### Capataz
É o segundo elemento mais importante. Os trabalhadores só conseguem trabalhar sob a supervisão dele, além disso eles também conseguem tomar construções inimigas e é o único que pode demolir as construções sob seu comando. Quando um trabalhador afiliado a um capataz é atacado este vai imediatamente protegê-lo com sua forte bengala.

### Reparador
Ele assegura que as construções estejam em ótimo estado. Se uma quadra não tiver reparadores designados, e a casa não tiver caixa de ferramentas, as casas irão se deteriorando e podem explodir.

### Gângster
Só estão disponíveis depois de construir o QG da Máfia (Pizzaria). Eles servem para atacar inimigos. É preciso que seus inquilinos de nível 3 paguem "favores" à Máfia, senão os gângsters se recusam a trabalhar para você. Conforme executam trabalhos, há possibilidade de adquirirem armas mais eficientes.

### Policiais
Eles servem para prender indesejáveis e gângsters inimigos que estiverem nos arredores do seu local de patrulha. Eles são gerados pelos inquilinos de nível 2.

### Entregador
É ele que faz as entregas dos objetos da fábrica de objetos. Ele coloca todos os itens, de árvores a passagens subterrâneas. Muito cuidado com os cães que você coloca em suas propriedades, eles atacam o seu próprio entregador, fazendo com que ele não consiga entregar os materiais.

### Indesejáveis
Eles habitam construções especiais, e servem para fazer todo tipo de arruaça e incomodar os inquilinos (de preferência os inimigos), mas não pagam aluguel.

#### Hippie
Habitam as comunidades. Ele podem fazer uma festa (para distrair as pessoas), ocupar uma casa vazia, ou distrair um hippie adversário.

#### Ladrão
Habitam a Casa de Penhor. Pode roubar objetos de uma casa, recursos de uma fábrica, dinheiro do QG inimigo e até armas de uma gângster.

#### Sr. Fixit
Ele mora na loja de mesmo nome. É o mais hábil para destruir construções inimigas, mexendo desde fios elétricos até canos de gás.

#### Baderneiros
São verdadeiros hooligans. Habitam o prédio de inquilinos. Eles são especialistas em estressar inquilinos, seja tomando uma casa, fazendo uma festa (altamente destrutiva) ou gerando uma briga de gangues no meio da rua.

#### Psicopata(Psycho)
Ele fica pelas redondezas quebrando tudo que encontra pela frente.

#### Fantasma
Vive numa Casa Mal-Assombrada. Ele pode possuir uma unidade inimiga, assombrar uma casa ou convocar um exército de zumbis para estressar a população de uma quadra.

#### Palhaço
Vive na Casa da Diversão. Ele pode exorcisar uma casa (dando um balão ao fantasma), hipnotizar uma cão de guarda, atrair um trabalhador ou capataz inimigos e exterminá-los ou fazer algumas "brincadeirinhas" em frente a uma casa, queimando-a.

### Inquilinos
São a base financeira da companhia. Eles pagam aluguel, geram trabalhadores, outros inquilinos, policiais, geram "favores" à Máfia e desenvolvem construções "ultra-desenvolvidas". O jogador começa com um número limitado de inquilinos nível 1, que criam trabalhadores , outros "nível 1" e outro "nível 2"(com uma escola ou computador na casa). Aos poucos você precisa ir evoluindo, construindo novas casas e gerando novos inquilinos (até os "nível 5"). Para possibilitar inquilinos de outros tipos é preciso incrementar algumas coisas nas casas, como comprar computadores.